# Centroleninae
A Centroleninae a kétéltűek (Amphibia) osztályába, a békák (Anura) rendjébe és az üvegbékafélék (Centrolenidae) családjába tartozó alcsalád.

## Elterjedése
Az alcsaládba tartozó nemek Közép-Amerikában és Dél-Amerikában honosak.

## Rendszerezésük
Az alcsaládba tartozó nemek:
- Centrolene Jiménez de la Espada, 1872
- Chimerella Guayasamin, Castroviejo-Fisher, Trueb, Ayarzagüena, Rada & Vilà, 2009
- Cochranella Taylor, 1951
- Espadarana Guayasamin, Castroviejo-Fisher, Trueb, Ayarzagüena, Rada & Vilà, 2009
- Nymphargus Cisneros-Heredia & McDiarmid, 2007
- Rulyrana Guayasamin, Castroviejo-Fisher, Trueb, Ayarzagüena, Rada & Vilà, 2009
- Sachatamia Guayasamin, Castroviejo-Fisher, Trueb, Ayarzagüena, Rada & Vilà, 2009
- Teratohyla Taylor, 1951
- Vitreorana Guayasamin, Castroviejo-Fisher, Trueb, Ayarzagüena, Rada & Vilà, 2009
- Incertae sedis
  - "Centrolene" acanthidiocephalum (Ruiz-Carranza & Lynch, 1989)
  - "Centrolene" azulae (Flores & McDiarmid, 1989)
  - "Centrolene" guanacarum Ruiz-Carranza & Lynch, 1995
  - "Centrolene" medemi (Cochran & Goin, 1970)
  - "Centrolene" petrophilum Ruiz-Carranza & Lynch, 1991
  - "Centrolene" quindianum Ruiz-Carranza & Lynch, 1995
  - "Centrolene" robledoi Ruiz-Carranza & Lynch, 1995
  - "Cochranella" balionota (Duellman, 1981)
  - "Cochranella" duidaeana (Ayarzagüena, 1992)
  - "Cochranella" euhystrix (Cadle & McDiarmid, 1990)
  - "Cochranella" geijskesi (Goin, 1966)
  - "Cochranella" megista (Rivero, 1985)
  - "Cochranella" ramirezi Ruiz-Carranza & Lynch, 1991
  - "Cochranella" riveroi (Ayarzagüena, 1992)
  - "Cochranella" xanthocheridia Ruiz-Carranza & Lynch, 1995